# Дорош Ігор Володимирович
Ігор Володимирович Дорош (нар. 10 січня 1962, м. Тернопіль) — український художник-живописець. Член НСХУ (1994). Голова правління Тернопільської обласної організації НСХУ (від 2001). Чоловік Оксани Дорош.

## Життєпис

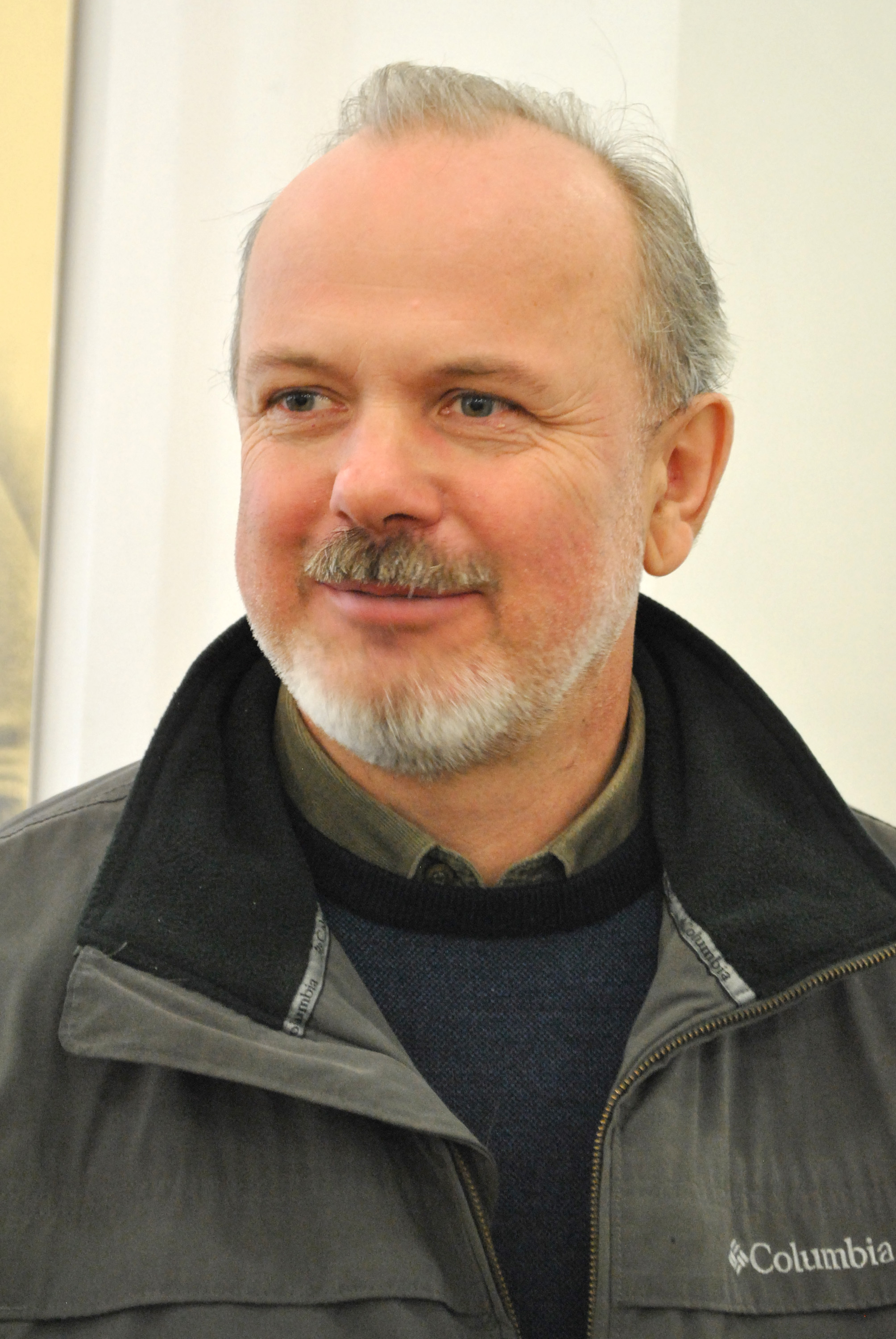
Ігор Дорош (21.11.2014)

Закінчив Львівський інститут прикладного та декоративного мистецтва (1989, нині академія мистецтв).
Працює в напрямку сучасного реформаторського, рефлексуючого мистецтва постмодернізму. Засновник постмодерного руху в Тернополі, ініціатор та організатор проєкту всеукраїнського формату «Модерне мистецтво» (1996-2023) у Тернополі, що представляє сучасне абстрактне мистецтво України,  куратор виставки модерного мистецтва в Тернополі (1996-2023). Куратор проведення живописного пленеру «Таїна Пінзеля» (м. Бучач Тернопільської обл.; 2017, 2020, 2021).
Учасник обласних, зональних, всеукраїнських та міжнародних виставок; дипломант міжнародної виставки львівського осіннього салону «Високий замок» (2002, 2006). Персональні виставки: Тернопіль (2003, 2006, 2011, 2013, 2019, 2021), Львівський палац мистецтв (2007), Хмельницький обласний художній музей (2009).

## Доробок
Основні твори:
- «… думи аж до тебе!» (2001),
- «… та не з дому, а до дому …» (2002),
- «За течією ріки» (2002),
- «Уособлення» (2002),
- «Переспів» (2003).

## Нагороди
- відзнака Тернопільської міської ради (2014).